# Уолт Дисни
Уолтър Елиас Дисни (на английски: Walter Elias Disney) е американски филмов продуцент, режисьор, сценарист, озвучаващ актьор, аниматор, предприемач, писател и филантроп, носител на седем награди „Еми“, три награди „Златен глобус“ и двадесет и две награди „Оскар“ от петдесет и девет номинации. Носител е на четири почетни награди на филмовата академия на САЩ, като е получил повече номинации и награди от всеки друг човек. Известен е с влиянието си в развлекателната индустрия през 20 век. Като съосновател (заедно с брат му Рой О. Дисни) на Уолт Дисни Продъкшънс, Дисни се превръща в един от най-известните продуценти на филми в света. Корпорацията която съосновава, сега известна като Уолт Дисни Къмпани, днес има годишни приходи от около 35 милиарда долара. Няколко негови филма са включени в Националния филмов регистър от Библиотеката на Конгреса.
Дисни е особено известен като продуцент и популярен шоумен, както и като иноватор в областта на анимацията и дизайна на увеселителни паркове. С разрастването на студиото, Дисни въвежда синхронизиран звук, пълноцветен три-лентов Technicolor, пълнометражни анимационни филми и технически разработки в камерите. Резултатите се наблюдават във филми като „Снежанка и седемте джуджета“ (1937 г.), „Пинокио“, „Фантазия“ (и двете през 1940 г.), „Дъмбо“ (1941 г.) и „Бамби“ (1942 г.). След Втората световна война последват нови анимационни и екшън филми, включително „Пепеляшка“ (1950 г.) и „Мери Попинс“ (1964 г.). Той и екипът му създават редица от най-известните герои, в това число Мики Маус през 1928 г., герой, когото озвучава самият Дисни. Той също участва в планирането на Московския панаир през 1959 г., Зимните олимпийски игри през 1960 г. и Световния панаир в Ню Йорк от 1964 г. През 1965 г. започва разработването на друг тематичен парк, Светът на Дисни (на английски: Disney World). На неговото име са кръстени Дисниленд (на английски: Disneyland) и веригата курортни паркове на Уолт Дисни (на английски: Walt Disney World Resort) в САЩ, както и в Япония, Франция и Китай.
Дисни е срамежлив, потиснат и несигурен човек когато е насаме, но представя топла и общителна публична персона. Той има високи стандарти и високи очаквания на тези, с които работи. Въпреки че има обвинения, че той е расист или антисемит, тези слухове са отхвърлени от много от хората, които го познават. Репутацията му се променя през годините след смъртта му, от патриот до представител на американския империализъм. Въпреки това той остава важна фигура в историята на анимацията и в културната история на САЩ, където е смятан за национална културна икона.
През целия си живот Дисни е пушач и умира от рак на белия дроб в Бърбанк, Калифорния, на 15 декември 1966 година преди да бъде завършен парка и проекта. През следващата година започва строителството на Уолт Дисни Уърлд Ризорт във Флорида, а на 1 октомври 1971 неговият брат Рой Дисни открива „The Magic Kingdom“.

## Биография

### Ранни години
Роден в Чикаго на 5 декември 1901 г., Уолтър Елиас Дисни е едно от петте деца на Елиас и Флора Кал Дисни. Семейството на баща му произлиза от Гауран в Ирландия, а фамилното име Дисни (Disney) е англицизирана версия на френското д'Изини (d'Isigny, от Изини сюр Мер в Нормандия), името на родоначалника Робер д'Изини, преселил се през 1066 година от Франция в Англия, заедно с Уилям Завоевателя. Бащата, Елиас Дисни, се премества от Канада в Съединените щати през 1878 година, като първоначално търси злато в Калифорния, а след това работи във фермата на родителите си и в железниците. През 1888 година се жени за Флора Кол, а две години по-късно семейството се установява в Чикаго, където живее Робърт, брат на Елиас Дисни, подпомагал го финансово през младежките му години.
През 1906 година, когато Уолт Дисни е четиригодишен, семейството се премества във ферма в Марселин, щата Мисури, където братът на Елиас, Рой, е закупил земя. Там Уолт Дисни се запалва по рисуването и дори продава свои рисунки на съседите. Семейството остава в Марселин четири години,
 докато се премества в Канзас Сити през 1911 година. Там Уолт и по-малката му сестра Рут посещават Бентънското начално училище, където той се запознава с Уолтър Пфайфър. Родителите на Пфайфър са почитатели на театъра и запознават Уолт с водевила и киното и не след дълго той прекарва повече време у тях, отколкото удома. По това време той посещава съботни курсове в Института по изкуство на Канзас Сити.
Изучавайки усилено изобразително изкуство и фотография, амбициозният младеж нощем посещава и Академията за изящни изкуства в Чикаго. Там той се изявява като карикатурист във вестника на академията. През 1919 година Уолт започва работа в „Студио за изкуства Песмен-Рубин“. На новото си работно място той среща своя много близък приятел в бъдеще Уб Айуъркс. След края на Първата световна война, Уолт се отправя към Холивуд с молив, хартия и 40 долара в джоба си. Той започва бизнес със своя брат и Уб Айуъркс и други аниматори, като правят рекламни анимационни клипове.

### Ранна кариера
През януари 1920 г., след като приходите на „Песмен-Рубин“ намаляват след Коледа, Дисни и Айуъркс са уволнени. Те започват свой собствен бизнес, но не успявайки да привлекат много клиенти, заминават да печелят пари в рекламната компания „Канзас сити“. Компанията произвежда реклами, използвайки техниката на анимация за изрязване. Дисни се интересува от анимация, въпреки че предпочита рисувани карикатури. Със съдействието на книга за анимация, която заема и камера той започва да експериментира у дома. Открива нов бизнес с колега, Фред Харман. Основният им клиент е местният театър „Нюман“, а кратките анимационни филми, които продуцират, се продават като „Смехът на Нюман-О-грам“. Дисни изучава басните на Езоп и първите шест филма „Смехът на Нюман-О-грам“ са модернизирани приказки.
През май 1921 г. успехът на „Смехът на Нюман-О-грам“ води до създаването на студио „Смехът на Нюман-О-грам“, за което той наема още аниматори, включително брата на Фред Харман Хю, Рудолф Айзинг и Айуъркс. Карикатурите не осигуряват достатъчно приходи, за да поддържат компанията платежоспособна, така че Дисни стартира производството на „Страната на чудесата на Алиса“ - базирана на „Приключенията на Алиса в страната на чудесата“, които съчетават живото действие с анимацията. В резултат 12-минутният филм е завършен твърде късно, за да спаси студиото, което изпада във фалит през 1923 г.
Дисни се премества в Холивуд през юли 1923 г. Въпреки че Ню Йорк е център на анимационната индустрия, той е привлечен от Лос Анджелис, защото брат му Рой се възстановява от туберкулоза там и той се надява да стане режисьор на живо. Усилията на Дисни да продаде „Страната на чудесата на Алиса“ са напразни, докато през октомври не подписва договор с Маргарет Дж. Уинклер за шест комедии „Алиса“, с опция за още две серии от по шест епизода всяка. Дисни и брат му Рой създават студиото на братята Дисни - което по-късно става The Walt Disney Company за продуциране на филми. Убеждават Дейвис и нейното семейство да се преместят в Холивуд, за да продължат продукцията, като Дейвис е на договор на стойност 100 долара на месец. През юли 1924 г. Дисни наема Айуъркс, убеждавайки го да се премести в Холивуд от „Канзас Сити“.
През 1928 година, пътувайки във влака, Уолт създава първата скица на Мики Маус, който по-късно става звезда в „Параходът Уили“ – първият анимационен филм със звук.

### Създаването на Мики Маус
За да заменят Осуалд, Дисни и Айуъркс разработват Мики Маус, вероятно вдъхновени от мишката за домашен любимец, която Дисни е приел, докато работи в студиото си, въпреки че произходът на героя не е ясен. Първоначално искат да го кръстят Мортимър Маус, но Лилиан го смята за твърде помпозно и вместо това предлага Мики. Преразглеждат временните скици на Дисни, за да направят героя по-лесен за анимиране. Дисни, който започва да се дистанцира от анимационния процес, предоставя гласа на Мики до 1947 г.
Мики Маус се появява за първи път през май 1928 г. като еднократна пробна прожекция, но не успява да намери разпространител. След сензацията от 1927 г. „Джаз певецът“, Дисни използва синхронизиран звук на третия късометражен филм „Параход Уили“, за да създаде първата постпродуцирана звукова анимация. След завършване на анимацията, Дисни подписва договор с бившия изпълнителен директор на Universal Pictures, Пат Пауърс, за използване на системата за запис Powers Cinephone, който става новият разпространител на ранните звукови анимации на Дисни, които скоро стават популярни.
За да подобри качеството на музиката, Дисни наема професионалния композитор и аранжор Карл Сталинг, по чието предложение е разработена поредицата „Глупава симфония“, предоставяща истории чрез използването на музика. Първият от поредицата „Танцът на скелета“ (1929 г.) е нарисуван и анимиран изцяло от Иверкс. По това време са наети и няколко местни творци, някои от които остават в компанията като основни аниматори. Групата по-късно става известна като Деветте старци. Поредицата Мики Маус и „Глупавите симфонии“ са успешни, но Дисни и брат му смятат, че не получават законния си дял от печалбите от Пауърс. През 1930 г. Дисни се опитва да намали разходите от процеса, като призовава Иверкс да се откаже от практиката да анимира всяка отделна чела в полза на по-ефективната техника на рисуване на ключови пози и да позволи на по-нископлатените асистенти да скицират останалите пози. Дисни иска от Пауърс да увеличи плащанията за аниматорите. Пауърс отказва и подписва Иверкс да работи за него. Сталинг подава оставка малко след това, мислейки, че без Иверкс студиото на Дисни ще затвори. През октомври 1931 г. Дисни претърпява нервен срив - „за което той обвинява махинациите на Пауърс и собствената си преумора“ - „така че той и Лилиан взимат удължен отпуск до Куба и круиз до Панама, за да се възстановят“.
Със загубата на Пауърс като дистрибутор, студията на Дисни подписват договор с Columbia Pictures за разпространение на Мики Маус анимациите, които стават все по-популярни, включително и в международен план. Винаги желаещ да възприеме новата технология, той заснема „Цветя и дървета“ (1932 г.) в пълноцветен трилентов Technicolor. Също така успява да договори сделка, което му дава изключителното право да използва процеса с три ленти до 31 август 1935 г. Всички следващи анимации са в цвят. „Цветя и дървета“ става популярен сред публиката и печели наградата Оскар за най-добър кратък сюжет (анимация) на церемонията през 1932 година. Дисни е номиниран за друг филм от тази категория, „Сираците на Мики“, и получава почетен Оскар „за създаването на Мики Маус“.
През 1933 г. Дисни продуцира „Трите прасенца“, филм, описан от медийния историк Адриан Данкс като „най-успешната къса анимация за всички времена“. Филмът печели още една награда Оскар в категорията за най-добър кратък сюжет (анимация). Успехът на филма довежда до по-нататъшно увеличаване на персонала на студиото, който наброява близо 200 души до края на годината. Дисни осъзнава колко е важно да разказва емоционално завладяващи истории, които биха заинтересували публиката и инвестира в „отдел за истории“, отделен от аниматорите, с творци на разказа, които създават сюжетите на филмите на Дисни.

### Златната ера на анимацията
До 1934 г. Дисни е недоволен от производството на анимационни филми по шаблон, и вярва, че пълнометражен анимационен филм ще бъде по-изгоден. Студиото започна четиригодишната продукция на „Снежанка и седемте джуджета“, базирана на приказката. Когато новините за проекта изтичат, мнозина от филмовата индустрия прогнозират, че той ще фалира компанията. Вътрешни лица от индустрията го наричат „Глупостта на Дисни“. Филмът, който е първият анимационен филм, направен в пълен цвят и звук, струва 1,5 милиона долара за производство - три пъти над бюджета. За да се увери, че анимацията е възможно най-реалистична, Дисни изпраща аниматорите си на курсове в Института за изкуство, той вкарва животни в студиото и наема актьори, така че аниматорите да могат да изучават реалистично движенията. За да изобразят променящата се перспектива на фона когато камерата преминава през сцена, аниматорите на Дисни разработват многопланова камера, която позволява рисунките върху парчета стъкло да бъдат поставени на различни разстояния от камерата, създавайки илюзия за дълбочина. Стъклото може да се премести, за да създаде впечатление за камера, преминаваща през сцената. Първата творба, създадена с тази камера от поредицата „Глупава симфония, е „Старата мелница “(1937 г.) - спечели наградата Оскар за анимационен късометражен филм поради впечатляващата си визуална сила. Въпреки че „Снежанка и седемте джуджета“ е завършен до момента, когато многоплановата камера е завършена, Дисни разпорежда някои сцени да бъдат преначертани, за да се използват ефектите.
Премиерата на „Снежанка“ е през декември 1937 г. и получава висока оценка на критиците и публиката. Филмът става най-успешният филм от 1938 г. и до май 1939 г. общият му брутен доход от 6,5 милиона долара го прави най-успешният звуков филм, направен до тази дата. Дисни печели още една почетна награда на Академията, която се състои от един пълноразмерен Оскар и седем миниатюрни статуетки Оскар. Успехът на филма предвещава една от най-продуктивните епохи за студиото, като семейният музей на Уолт Дисни нарича следващите години „Златната ера на анимацията“. С приключването на работата по „Снежанка“ студиото започва да продуцира „Пинокио“ в началото на 1938 г. и „Фантазия“ през ноември същата година. И двата филма излизат през 1940 г., като нито един от тях не се представя добре, отчасти защото приходите от Европа са спаднали след началото на Втората световна война през 1939 г. Студиото губи и от двата филма и задлъжнява.
В отговор на финансовата криза Дисни и брат му Рой стартират първото публично предлагане на акции на компанията през 1940 г. и осъществяват значителни съкращения на заплатите. Последната мярка и понякога високопоставеният и безчувствен начин на работа на Дисни с персонала довеждат до стачка на аниматорите от 1941 г., която продължава пет седмици. Докато федерален посредник от Националния съвет по трудови отношения преговаря с двете страни, Дисни приема предложение от Службата на координатора по междуамериканските въпроси да направи пътуване с добра воля в Южна Америка, осигурявайки неговоро отсъствие по време на резолюция, за която знае, че да бъде неблагоприятна за студиото. В резултат на стачката и финансовото състояние на компанията няколко аниматора напускат студиото, а отношенията на Дисни с други членове на персонала са трайно обтегнати. Стачката временно прекъсва следващата продукция на студиото „Дъмбо“ (1941 г.), която Дисни продуцира по прост и евтин начин. Филмът получава положителна реакция както от публиката, така и от критиците.

### Втората световна война и следвоенното десетилетие
Малко след пускането на „Дъмбо“ през октомври 1941 г. САЩ влизат във Втората световна война. Дисни сформира Звено за филми за обучение Уолт Дисни в рамките на компанията, за да произвежда филми с инструкции за военните като „Четири метода за занитване и промишлени методи за производство на самолети“. Дисни се среща и с Хенри Моргентау-младши, министър на финансите, и се съгласява да произвежда карикатури на Доналд Дък за популяризиране на военни облигации. Дисни продуцира и няколко пропагандни филма, включително късометражни като „Лицето на фюрера“ - който печели награда Оскар - и игрален филм „Победа чрез въздушна сила“ от 1943 г.
Военните филми генерират само достатъчно приходи, за да покрият разходите, а игралният филм „Бамби” - който се продуцира от 1937 г. - не се представя добре при пускането му през април 1942 г. и губи 200 000 долара.
След ниските печалби от „Пинокио“ и „Фантазия“, компанията е в дълг от 4 милиона долара на Bank of America през 1944 г. На среща с ръководители на банката, за да обсъдят бъдещето на компанията, председателят и основател, Амадео Джанини, казва на своите ръководители: „Наблюдавах доста внимателно филмите на Дисни, защото знаех, че им отпускаме пари далеч над финансовия риск. ... Те са добри тази година, те ще са добри през следващата година... Трябва да се отпуснете и да им дадете време да пуснат на пазара своя продукт.“ Производството на късо,етражни филми на Дисни намалява в края на 40-те години, съвпадайки с нарастващата конкуренция в анимационен пазар от Warner Bros. и Metro-Goldwyn-Mayer. По финансови причини Рой Дисни предлага по-комбинирани анимационни и живи екшъни. През 1948 г. Дисни инициира поредица от популярни филми за природата на живо, озаглавени „Истински приключения“, първият от които „Остров на тюлените“. Филмът спечели наградата Оскар в категорията за най-добър късометражен филм.
В по-късните си години Дисни става по-консервативен в политическо отношение. Поддръжник на Демократическата партия до президентските избори през 1940 г., той превключва след това към Републиканската партия, става щедър дарител на кандидатурата на Томас Е. Дюи от 1944 г. за президент. През 1946 г. Дисни става основател на Алианса на филмите за опазване на американските идеали, организация, която заявява, че вярва в американския начин на живот и в бунт срещу нарастващия прилив на комунизъм, фашизъм и сродни вярвания, които се стремят с подривни средства да подкопаят и променят този начин на живот. През 1947 г. Дисни дава показания пред Комитета за противоамерикански дейности, където заклеймява Хърбърт Сорел, Дейвид Хилбърман и Уилям Померанс, бивши аниматори и организатори на профсъюзи, като комунисти. Той заявява, че ръководената от тях стачка от 1941 г. е част от организирани комунистически усилия за придобиване на влияние в Холивуд. Твърди се от Ню Йорк Таймс през 1993 г., че Дисни е предавал секретна информация на ФБР от 1940 г. до смъртта си през 1966 г. В замяна на тази информация Дж. Едгар Хувър позволява на Дисни да снима в централата на ФБР във Вашингтон.
През 1949 г. Дисни и семейството му се преместват в нов дом в Лос Анджелис. С помощта на приятелите си Уард и Бети Кимбъл, които вече имат собствена железопътна линия в задния си двор, Дисни разработва чертежи и веднага се заема да създаде миниатюрна парна железопътна линия на живо в задния си двор. Името на железопътната линия, Carolwood Pacific Railroad, идва от местоположението на дома му. Миниатюрният работещ парен локомотив е построен от инженера Роджър Е. Броги и Дисни го кръщава Лили Бел на името на съпругата си.

### Тематични увеселителни паркове
В началото на 1950 г. Дисни продуцира „Пепеляшка“, първият анимационен филм на студиото от осем години насам. Той става популярен сред критиците и публиката. През първата година печели близо 8 милиона долара. Дисни прави и пърция си игрален филм, „Островът на съкровищата“ (1950 г.), заснет във Великобритания, както и „Историята на Робин Худ и неговите весели мъже“ (1952 г.). Той продължава да продуцира и пълнометражни анимационни филми, включително „Алиса в страната на чудесата“ (1951 г.) и „Питър Пан“ (1953 г.). От началото до средата на 50-те години Дисни започва да отделя по-малко внимание на анимационния отдел, като поверява по-голямата част от операциите на своите ключови аниматори, Вместо това той започна да се концентрира върху други начинания.
През 1955 година отваря врати проектът-мечта на Уолт, Дисниленд, който през първите си три десетилетия забавлява повече от 250 милиона души, по поне 20 000 на ден, включително президенти и височайши особи от цял свят. Преди смъртта си Уолт построява още Дисни Уърлд и EPCOT Center върху площ от 70 кв. км. край Орландо, Флорида.

### Болест и смърт
Уолт Дисни е заклет пушач от Първата световна война. Той не използва цигари с филтри и пуши лула като млад мъж. През ноември 1966 г. е диагностициран с рак на белия дроб и е лекуван с кобалтова терапия. На 30 ноември се почувства зле и е откаран в болница „Сент Йосиф“, където на 15 декември, десет дни след 65-ия си рожден ден, умира от циркулаторен колапс, причинен от рака. Останките му са кремирани два дни по-късно и прахът му е погребан в Мемориалния парк Форест лоун в Глендейл, Калифорния.
Издаването на „Книга за джунглата“ и „Най-щастливият милионер“ през 1967 г. повишава общия брой игрални филми, в които Дисни взима участие, до 81. Когато „Мечо Пух и денят на блъскането“ са пуснати през 1968 г., той печели награда „Оскар“ в категорията късометражен филм (анимация), присъдена посмъртно. След смъртта на Дисни неговите студии продължават да произвеждат филми, но до голяма степен изоставят анимацията до края на 80-те години, след което започва това, което Ню Йорк Таймс описва като „Ренесансът на Дисни“, с първия филм „Малката русалка“ (1989 г.) Компаниите на Дисни продължават да произвеждат успешни филмови, телевизионни и сценични развлечения.
Плановете на Дисни за футуристичния град EPCOT не се осъществщват. След смъртта на Дисни, брат му Рой отлага пенсионирането си, за да поеме пълен контрол върху компаниите на Дисни. Той променя фокуса на проекта от град на атракция. При откриването през 1971 г. Рой посвещава „Светът на Уолт Дисни“ на брат си. Светът на Уолт Дисни се разширява с откриването през 1982 г. на нов център. Идеята на Уолт Дисни за функционален град е заменена от парк, по-близък до постоянен световен панаир. През 2009 г. семейният музей на Уолт Дисни, проектиран от дъщерята на Дисни Даяна и нейния син Уолтър Милър, е открит в Президио на Сан Франциско. Изложени са хиляди артефакти от живота и кариерата на Дисни, включително многобройните награди, които е получил. През 2014 г. тематичните паркове на Дисни по целия свят са домакини на около 134 милиона посетители.
Уолт Дисни е изобразяван многократно в различни произведения. Х. Г. Уелс се позовава на Дисни в своя роман „Свещеният терор“ от 1938 г., в който световният диктатор Руд се опасява, че Доналд Дък има за цел да се подиграе с диктатора. Дисни е изобразен от Лен Кариу във филма, създаден за телевизия през 1995 г. „Мечтата е желание на сърцето: Историята на Анет Фуничело“, и от Том Ханкс във филма „Спасяването на г-н Банкс“ от 2013 г. През 2001 г. германският автор Петер Стефан Юнгк публикува „Der König von Amerika“ (Кралят на Америка), творба от по-късните години на Дисни, която го представя като жаден за власт расист. По-късно композиторът Филип Глас адаптира книгата в операта „Перфектният американец“ (2013 г.).